# No More Tears (Enough Is Enough)
No More Tears (Enough Is Enough) è un brano interpretato in duetto dalle cantanti statunitensi Donna Summer e Barbra Streisand, pubblicato come singolo nel 1979 dalle etichette Casablanca Records e CBS.

## Descrizione
Benché la Summer fosse famosa per le sue canzoni di genere disco mentre la Streisand per i suoi lavori nelle colonne sonore e le sue canzoni easy listening, questo brano fuse le loro e i loro stili, grazie ad un'introduzione lenta di oltre due minuti, che si evolveva in una canzone dance. Il brano è indicabile come uno dei primi esempi di "girl power", in cui due donne prendono posizione contro i propri uomini.
La canzone fu registrata per l'album della Streisand Wet ed inserita anche nella raccolta di successi di Donna Summer On the Radio: Greatest Hits Volumes 1 & 2. La canzone nella sua intera lunghezza, presente sull'album Wet, dura oltre 8 minuti. Invece, la versione inclusa nel vinile singolo dura di poco meno di 5 minuti oltre ad avere un arrangiamento leggermente differente.

## Successo commerciale
Il singolo rimase per due settimane in vetta alla classifica dei singoli negli Stati Uniti (l'ultima volta per Donna Summer) e fu certificato disco d'oro. Ebbe inoltre notevole successo nel Regno Unito e in Scandinavia.

## Cover
Numerose sono state le cover registrate, o anche soltanto eseguite dal vivo, nel corso degli anni. Si ricorda, per esempio, una esibizione live di No More tears (Enough Is Enough) di Donna Summer insieme a Tina Arena; la Summer nel 2004 interpretò, il brano dal vivo anche con la boy band Westlife; Liza Minnelli si cimentò nel brano durante il concerto del 1993 Liza Minnelli: Live from Radio City Music Hall; nello stesso anno K.D. Lang e Andy Bell degli Erasure ne registrarono una versione per la colonna sonora del film Teste di cono; nel 2008 Amber e Zelma Davis ne fecero un loro duetto; nello stesso anno la cantante folk serba Jelena Karleuša usò il celebre verso «enough is enough» nel suo album JK Revolution; ne realizzò una propria versione Amy Charles nel 1992 e nel 2013, a The Voice of Italy, si assistette ad una cover di Elhaida Dani e Francesca Bellenis.

## Tracce
7" Singolo
1. No More Tears (Enough Is Enough) – 3:02
2. No More Tears (Enough Is Enough) – 4:48

7" Singolo
1. No More Tears (Enough Is Enough) – 4:48
2. My Baby Understands – 3:56 – Donna Summer